# Heterocentrotus mamillatus

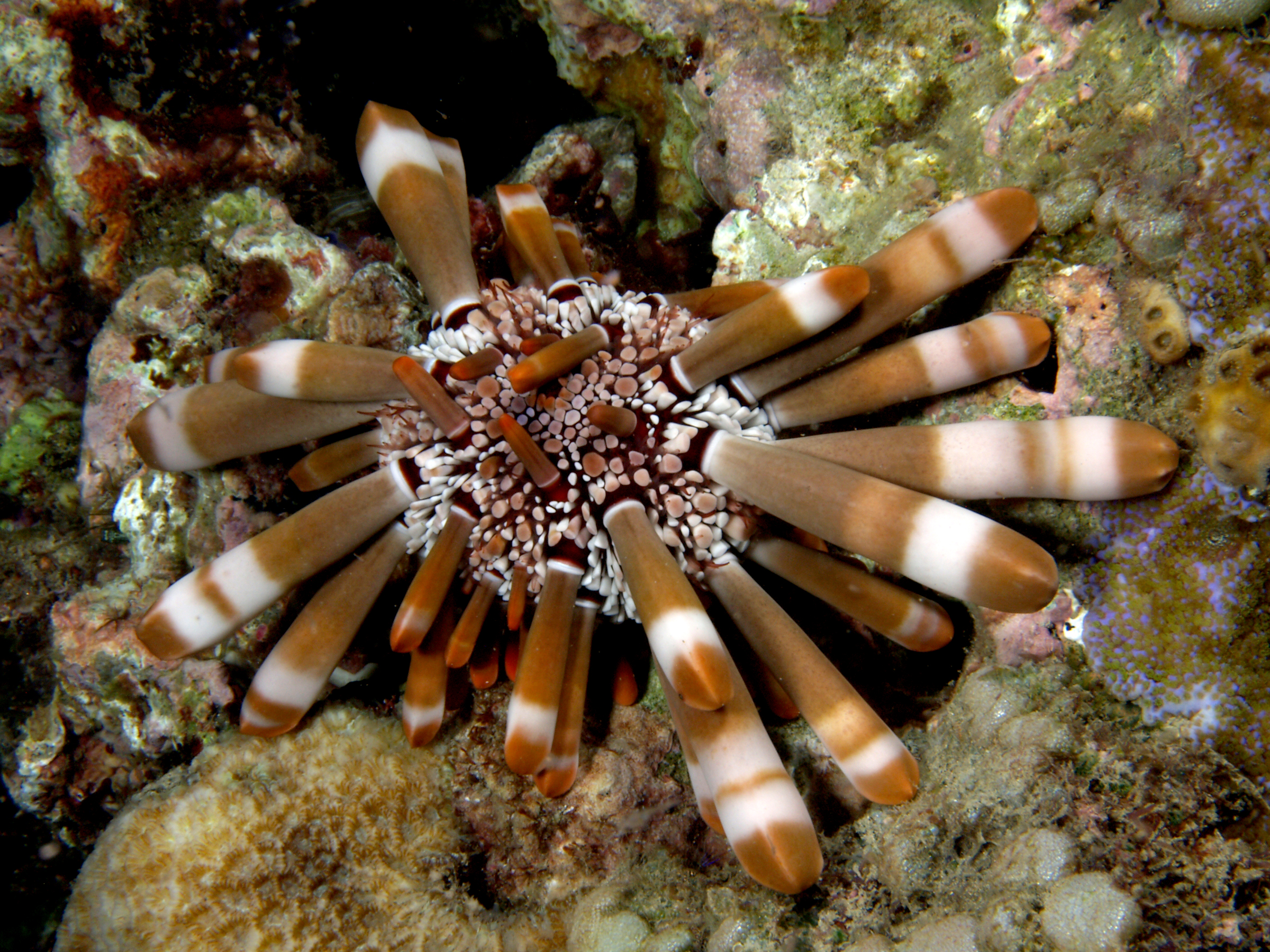
Variedad marrón de Heterocentrotus mamillatus, vista aboral.

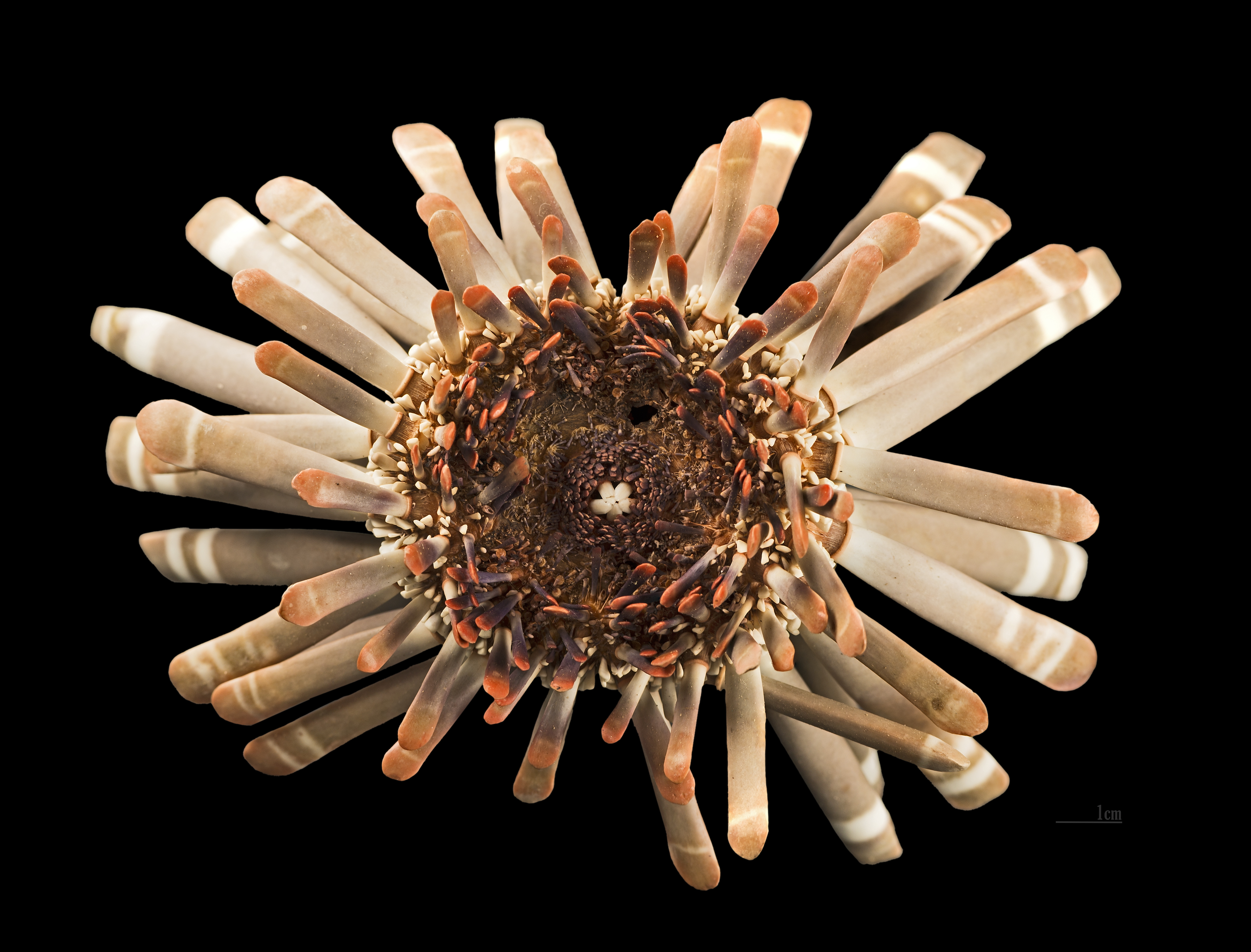
Vista oral.

Heterocentrotus mamillatus es una especie de erizo de mar de la familia Echinometridae.
Comúnmente llamado en inglés, tanto slate pencil urchin, o erizo lápiz de pizarra, como red pencil urchin, o erizo lápiz rojo. Es una vistosa y conocida especie que se distribuye en aguas tropicales del océano Indo-Pacífico.

## Morfología
Su cuerpo, o testa, puede crecer hasta 8 cm de diámetro. Tienen entre 9 y 11 pares de poros en cada arco. Posee pedicelarios tridentados, con válvulas estrechas, juntándose solo en el extremo. El peristomo es en forma elíptica y con débiles muescas bucales.
Sus grandes y sólidas espinas primarias crecen hasta los 15 cm de largo, y son triangulares en sección trasversal. El color puede ser rojo o marrón, frecuentemente con bandas blancas horizontales. Las espinas secundarias son cortas y truncadas. Tienen la capacidad de regenerar las espinas perdidas. El rango de crecimiento de las espinas primarias es de 0.98 cm/año.

## Hábitat y distribución
Asociados a arrecifes y fondos rocosos. Se localizan en un rango de profundidad entre 0.45 y 18 m, y en un rango de temperaturas entre 22.92 y 28.77 °C.
Se distribuye en el Indo-Pacífico,  desde las costas de África oriental y Madagascar, incluido el mar Rojo, hasta las Seychelles, Indonesia, Mauricio, isla Rodrigues, islas Cocos, Australia, Nueva Guinea, Filipinas, Nueva Caledonia, Fiyi, islas Marianas, Bonin, Maldivas y Hawái.

## Alimentación
Los erizos presentan dentro de su boca una estructura masticadora especializada denominada la “linterna de Aristóteles”, ubicada en la parte inferior de la superficie oral. Su alimento consiste en algas del suelo marino rocoso donde habita.
Durante el desarrollo larvario, los erizos utilizarán líneas de cilios para capturar el alimento (plancton) de la columna de agua.

## Reproducción
Sus gónadas están dispuestas en las parte interna de la testa o caparazón, directamente bajo las placas interambulacrales, por lo tanto poseen 5 gónadas. Expulsan los gametos a través del gonoporo, situado en las placas genitales aborales, la fecundación ocurre en el agua mientras flotan en el océano. 

## Galería

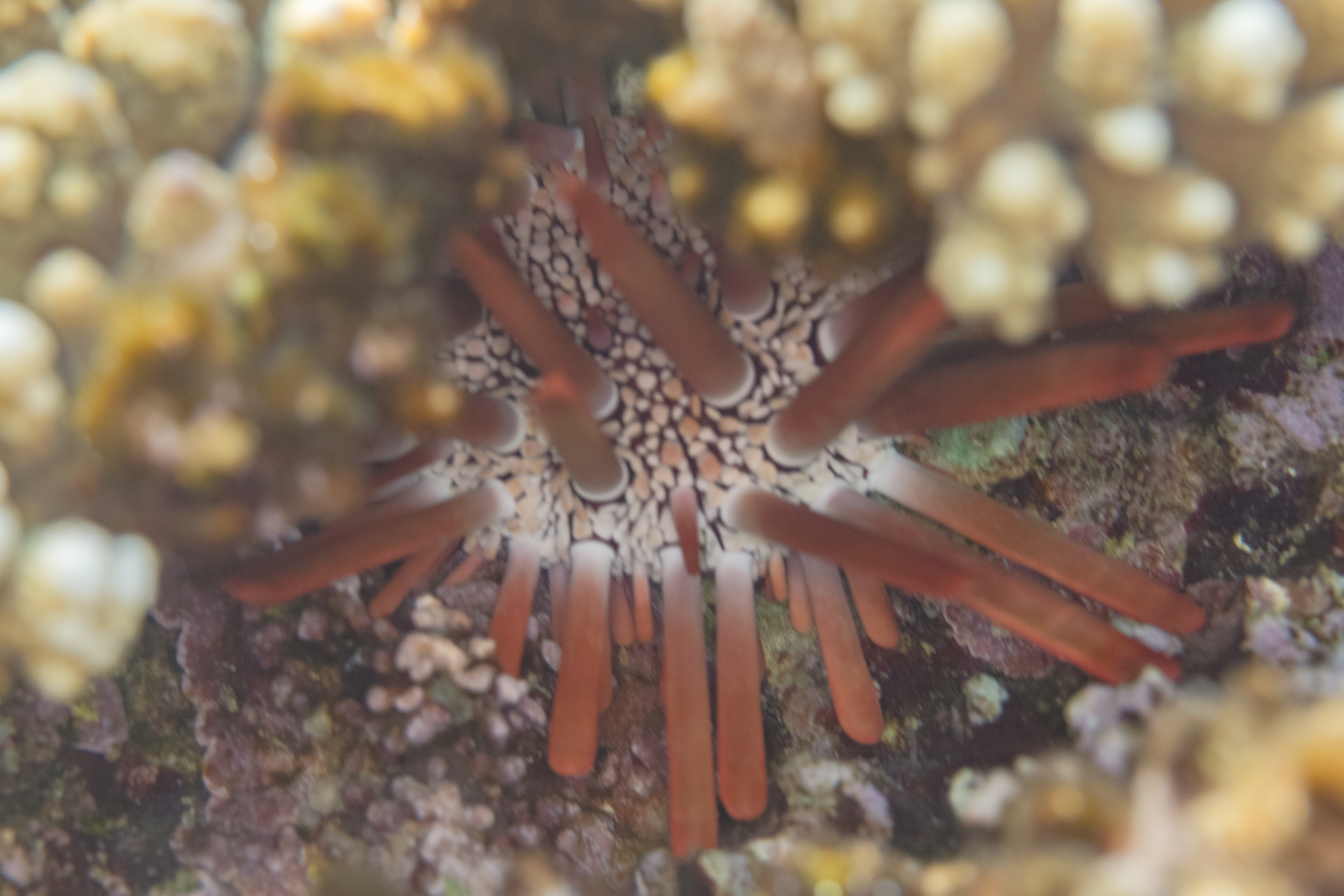
Detalle.
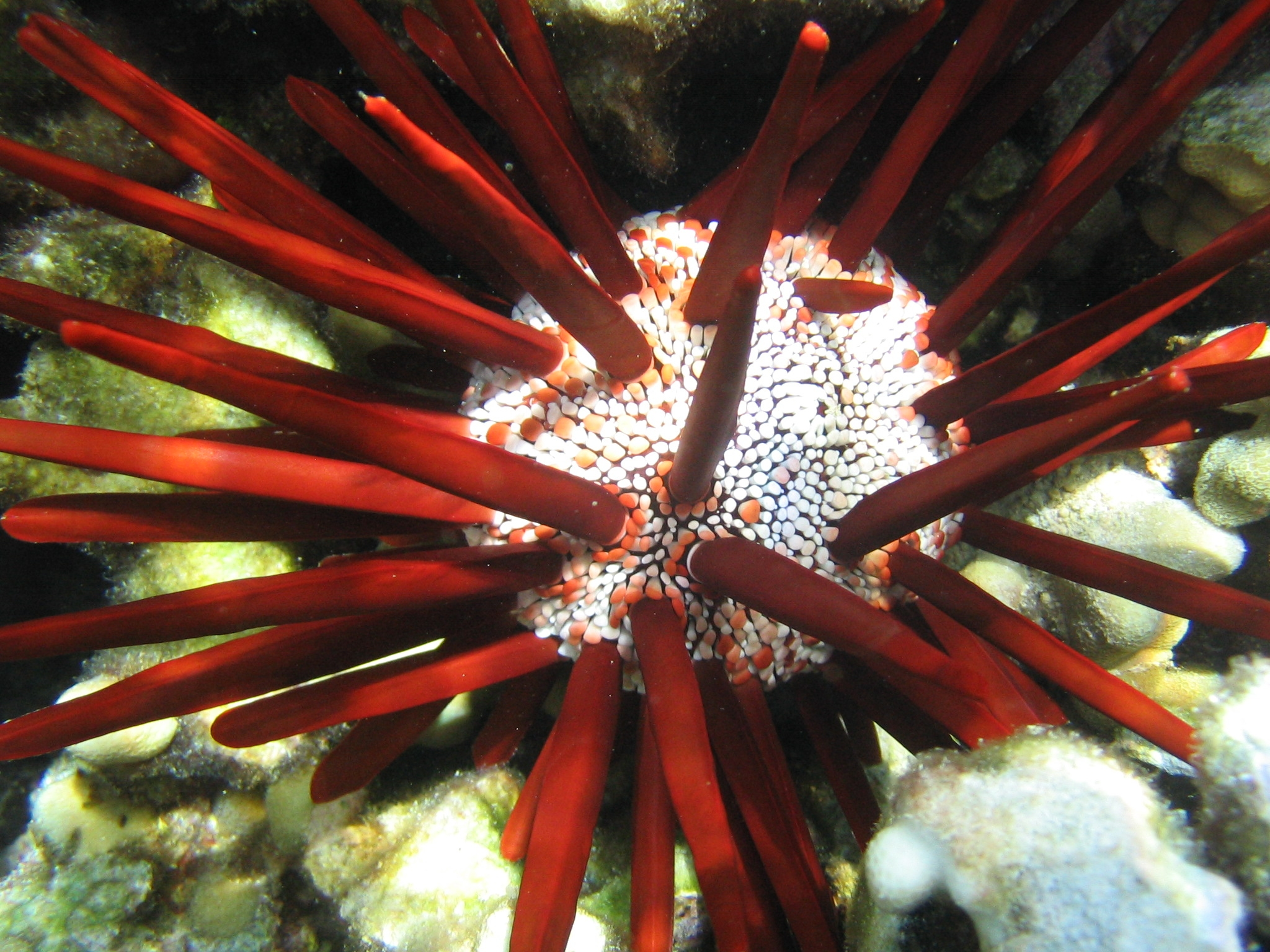
H. mamillatus en Hawái.
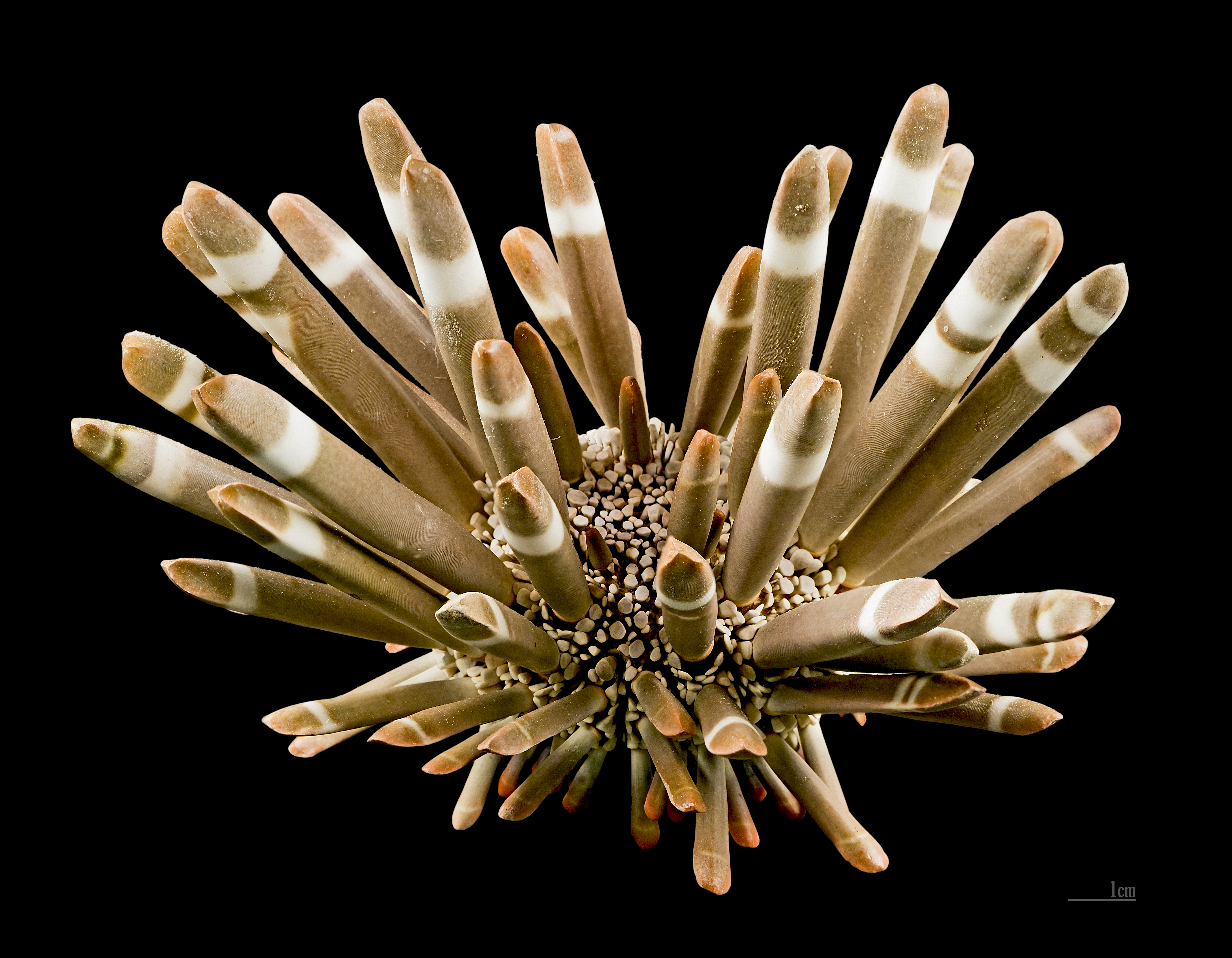
H. mamillatus localizado en Polinesia Francesa. Museo de Toulouse, Francia.
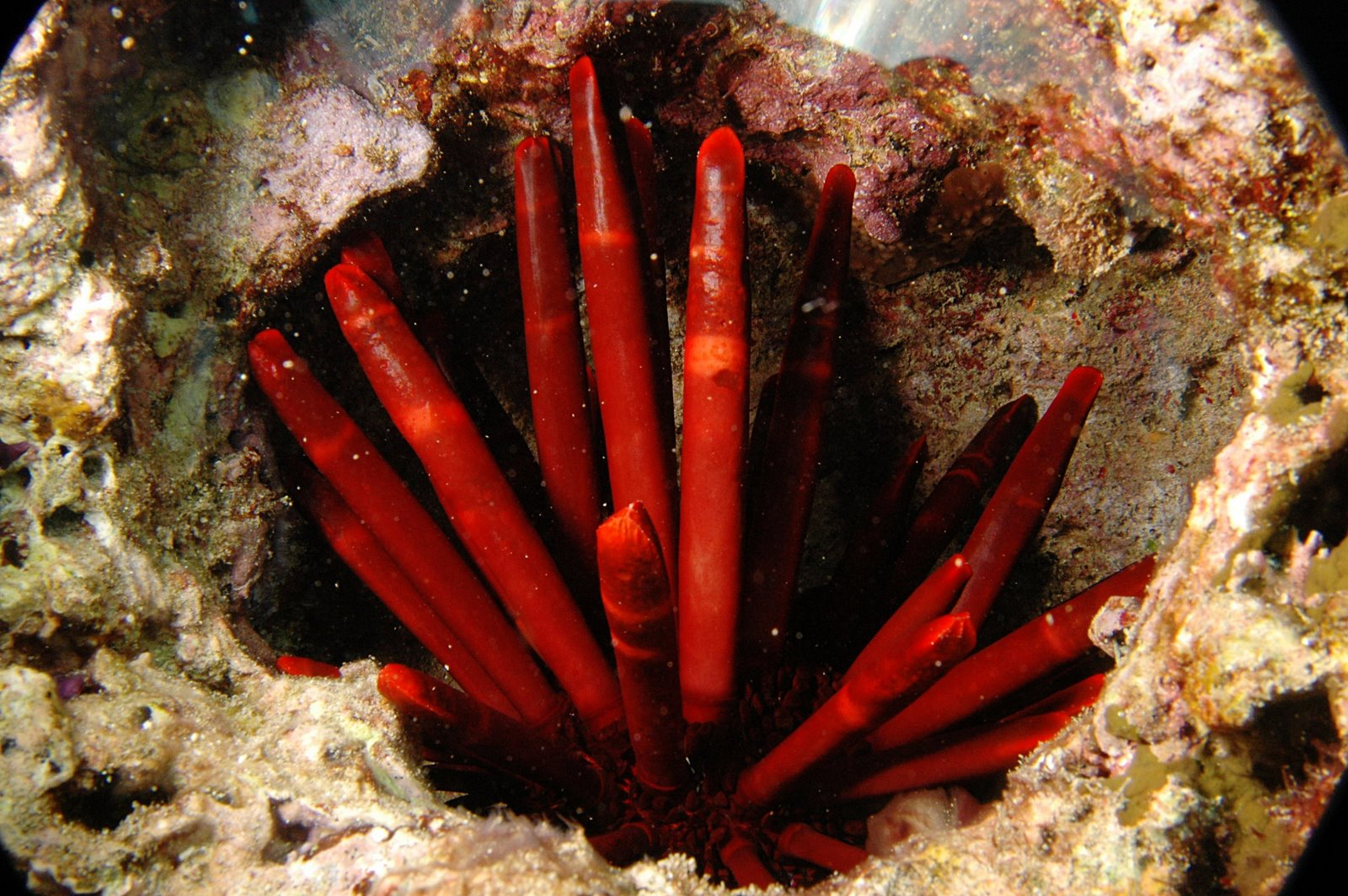
Ejemplar en Okinawa, Japón.
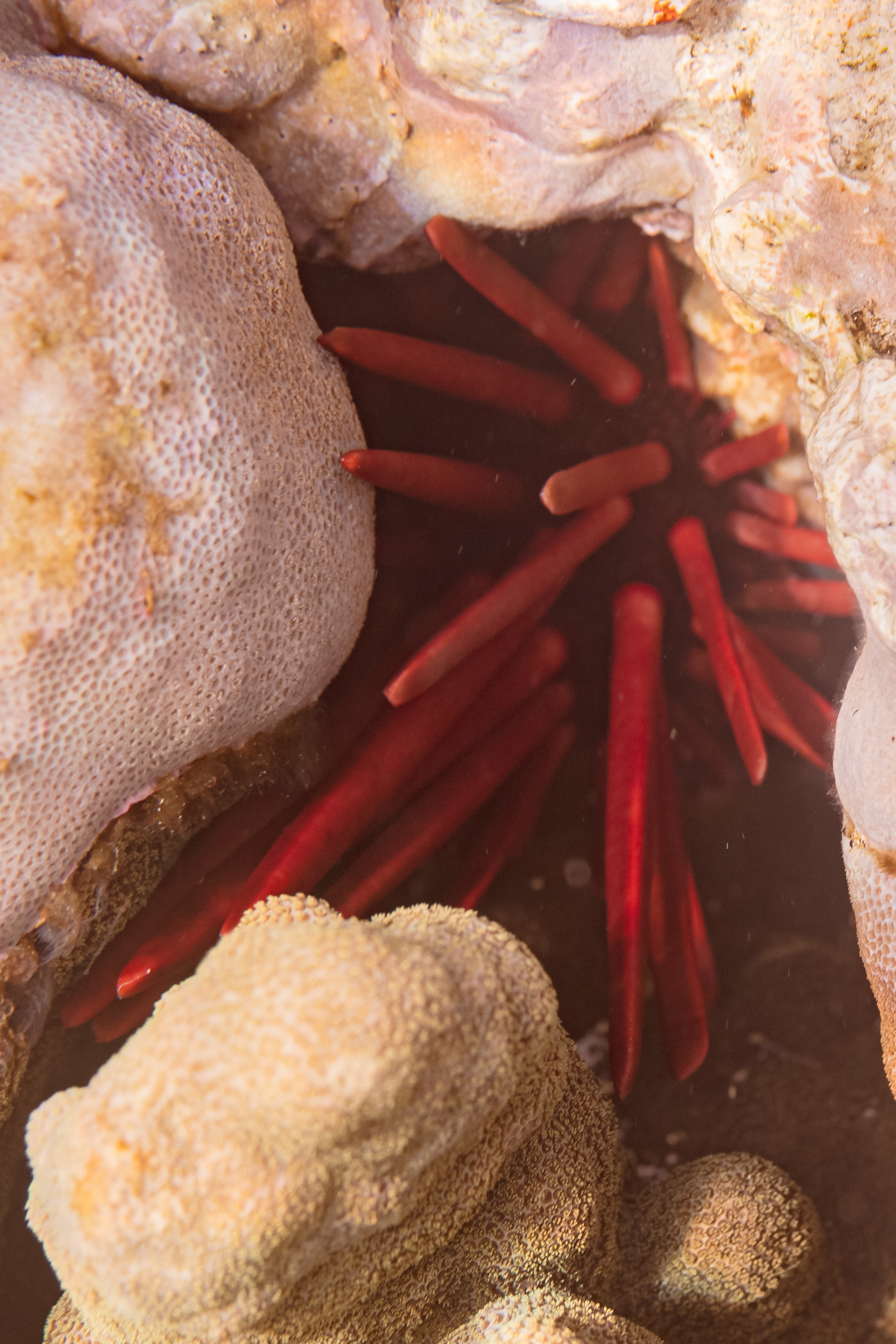
Ejemplar en el mar Rojo.